# جاش گد
جاش گد (به انگلیسی: Josh Gad) (زاده ۲۳ فوریه ۱۹۸۱) بازیگر آمریکایی است. گد بیشتر برای صداپیشگی شخصیت اولاف در مجموعه فیلم‌های یخ‌زده، آرنولد در تئاتر کتاب مورمون و له‌فو در لایواکشن دیزنی، دیو و دلبر شناخته می‌شود. او برای نقش اولاف موفق به دریافت دو جایزه آنی و برای بازی در تئاتر کتاب مورمون نامزد دریافت جایزه تونی بهترین بازیگر مرد موزیکال شده‌است.

## فیلم‌شناسی

### فیلم
| سال  | عنوان                      | نقش          | یادداشت                                                |
| ---- | -------------------------- | ------------ | ------------------------------------------------------ |
| ۲۰۰۷ | تماشای کارآگاهان           | مارک         |                                                        |
| ۲۰۰۸ | ۲۱                         | مایلز        |                                                        |
| ۲۰۰۸ | راکر                       | مت           |                                                        |
| ۲۰۱۰ | عشق و دیگر داروها          | جاش          |                                                        |
| ۲۰۱۲ | عصر یخبندان: رانش قاره‌ای   | لوئیس        | صداپیشه                                                |
| ۲۰۱۲ | با تشکر برای به‌اشتراک‌گذاری | نیل          |                                                        |
| ۲۰۱۲ | او مرا می‌خواهد             |              |                                                        |
| ۲۰۱۳ | جابز                       | استیو وازنیک |                                                        |
| ۲۰۱۳ | کارآموزی                   | اندرو        |                                                        |
| ۲۰۱۳ | یخ‌زده                      | اولاف        | صداپیشه؛ جایزه آنی برای صداپیشگی در تولید یک فیلم بلند |
| ۲۰۱۴ | کاش من اینجا بودم          |              |                                                        |
| ۲۰۱۵ | سخنران عروسی               | داگ هریس     |                                                        |
| ۲۰۱۵ | تب یخ‌زده                   | اولاف        | صداپیشه؛ فیلم کوتاه                                    |
| ۲۰۱۵ | پیکسل‌ها                    | لودلاو       |                                                        |
| ۲۰۱۶ | فیلم پرندگان خشمگین        | چاک          | صداپیشه                                                |
| ۲۰۱۷ | هدف یک سگ                  | توبی/بیلی    | صداپیشه                                                |
| ۲۰۱۷ | دیو و دلبر                 | له‌فو         |                                                        |
| ۲۰۱۷ | مارشال                     | سم           |                                                        |
| ۲۰۱۷ | قتل در قطار سریع‌السیر شرق  | هکتور        |                                                        |
| ۲۰۱۷ | ماجراجویی منجمد اولاف      | اولاف        | صداپیشه؛ فیلم کوتاه                                    |
| ۲۰۱۹ | هیولاهای کوچک              | نیتن/تدی     |                                                        |
| ۲۰۱۹ | سفر یک سگ                  | بیلی/مولی    | صداپیشه                                                |
| ۲۰۱۹ | فیلم پرندگان خشمگین ۲      | چاک          | صداپیشه                                                |
| ۲۰۱۹ | یخ‌زده ۲                    | اولاف        | صداپیشه؛ جایزه آنی برای صداپیشگی در تولید یک فیلم بلند |
| ۲۰۲۰ | آرتمیس فاول                | مالچ         |                                                        |
| ۲۰۲۰ | روزگار یک آدم‌برفی          | اولاف        | صداپیشه؛ فیلم کوتاه                                    |

### تلویزیون
| سال        | عنوان                 | نقش               | یادداشت                      |
| ---------- | --------------------- | ----------------- | ---------------------------- |
| ۲۰۰۵       | بخش فوریت‌های پزشکی    | بروس              |                              |
| ۲۰۰۸       | بابای آمریکایی!       | آرت               | صداپیشه                      |
| ۲۰۱۱، ۲۰۲۰ | خانواده امروزی        | کنت               |                              |
| ۲۰۱۵–۲۰۱۲  | دختر جدید             | بیرکلاو           |                              |
| ۲۰۱۴       | هیولاها علیه بیگانگان | اینترنت           | صداپیشه                      |
| ۲۰۱۵       | سسمی استریت           | وینسنت            | صداپیشه                      |
| ۲۰۱۵       | فینیس و فرب           | وندل              | صداپیشه                      |
| ۲۰۱۶       | مسابقه لب‌خوانی        | خودش/دونالد ترامپ | قسمت: «جاش گد و کیلی کوئوکو» |
| ۲۰۱۷       | شورشیان جنگ ستارگان   | کنترل‌کننده        | صداپیشه                      |
| ۲۰۱۷       | ساوث پارک             | مارکوس            | صداپیشه                      |
| ۲۰۱۸       | برگری باب             | دیمن              | صداپیشه                      |